# Oranienstrasse
Ej att förväxla med Oranienburger Strasse i stadsdelen Mitte.
Oranienstrasse (tysk stavning: Oranienstraße) är en 2,1 kilometer lång gata i stadsdelen Kreuzberg i Berlin. Gatan har sitt namn efter huset Oranien och är en av Kreuzbergs mest kända bar- och klubbgator, samt utgör huvudaffärsgatan i området SO 36, nordöstra Kreuzberg (döpt efter det tidigare postnumret).
Oranienstrasse går från Lindenstrasse vid Axel-Springer-Haus i väster, via Moritzplatz och Heinrichplatz till Skalitzer Strasse i öster. I väster övergår gatan i Rudi-Dutschke-Strasse och i öster i Wiener Strasse. 

## Bebyggelse
Gatan kan indelas i två distinkt olika arkitektoniska stilar. Avsnittet mellan Görlitzer Bahnhof och Moritzplatz är nästan uteslutande bebyggt med hyreskaserner från Gründerzeit i slutet av 1800-talet, liksom de omgivande stadskvarteren. Väster om Moritzplatz gick största delen av den äldre bebyggelsen förlorad i andra världskrigets bombningar, och här finns idag huvudsakligen efterkrigsarkitektur representerad. 
Fastigheten Oranienstrasse 6 ingår i en byggnadsminnesmärkt byggnadsensemble, ursprungligen uppfört som hyreskasern 1875 och därefter tillbyggd med lokaler för småföretag 1898. Fasaden mot gatan moderniserades i Neue Sachlichkeit-stil 1929 och är idag byggnadens mest framträdande drag. Byggnaderna har i likhet med nummer 10/11, 24 och 188 sedan 1979 delvis restaurerats av Gewerbesiedlungs-Gesellschaft.

## Historia
Gatan anlades före 1720 och var då en kort sidogata till Jacobstrasse, snart förlängd till Todtengasse. Detta motsvarar ungefär sträckan mellan korsningarna med Alte Jacobstrasse och Alexandrinenstrasse idag.
Gatan kallades ursprungligen Orangenstrasse efter det nederländska kungahuset, huset Oranien. Deras furstendöme i Frankrike, Orange, blev 1713 införlivat med de franska kronländerna genom freden i Utrecht, vilket ledde till att många hugenotter från Orange flydde till Berlin.
Gatan fick sin nuvarande längd och roll som genomfartsgata i och med utvidgningen av Berlins innerstad under mitten av 1800-talet. Vid denna tid industrialiserades staden och hade en stor inflyttning av arbetare, som bland annat bosatte sig i hyreskaserner i detta område. Gatan fick officiellt namnet Oranienstrasse 1949.
Kvarteren kring framförallt den västra delen av gatan drabbades svårt av förstörelse under de allierade bombanfallen i slutet av andra världskriget. Bostadsbristen i staden var stor under de första efterkrigsåren när många krigsflyktingar bosatte sig i staden, samtidigt som stora områden låg i ruiner. Lokala arkitekter engagerade sig i att skapa billiga bostadslösningar. Enstaka äldre byggnader längs Oranienstrasse som exempelvis nummer 6 kunde dock bevaras och har sedan 1990-talet skydd som byggnadsminnen.

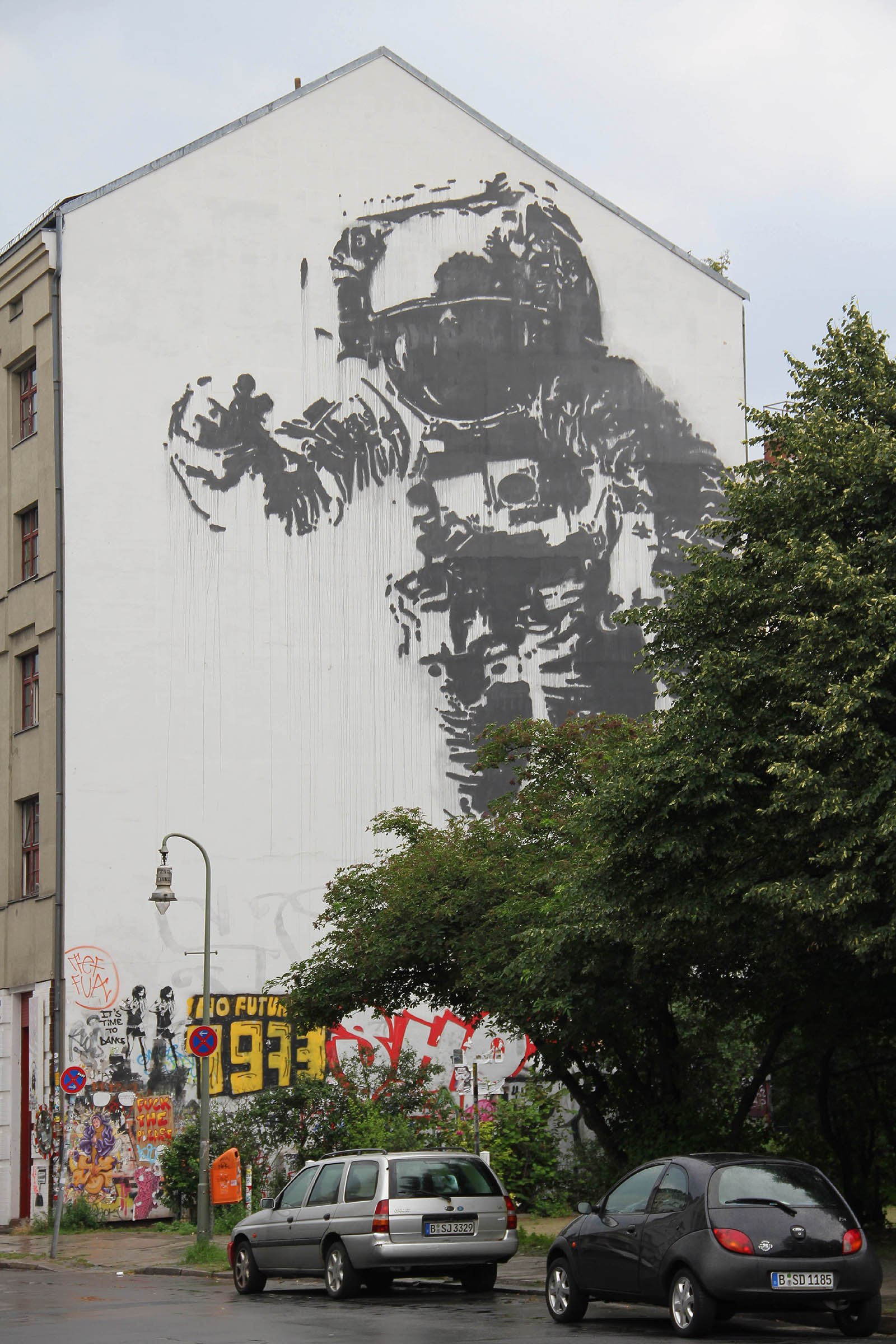
Gatukonstverket Astronaut Cosmonaut (2007) av Victor Ash är målat på väggen till Oranienstrasse 195.

## Kända byggnader
- SO36, känd klubb och musikscen.